# Castello di Ōgaki

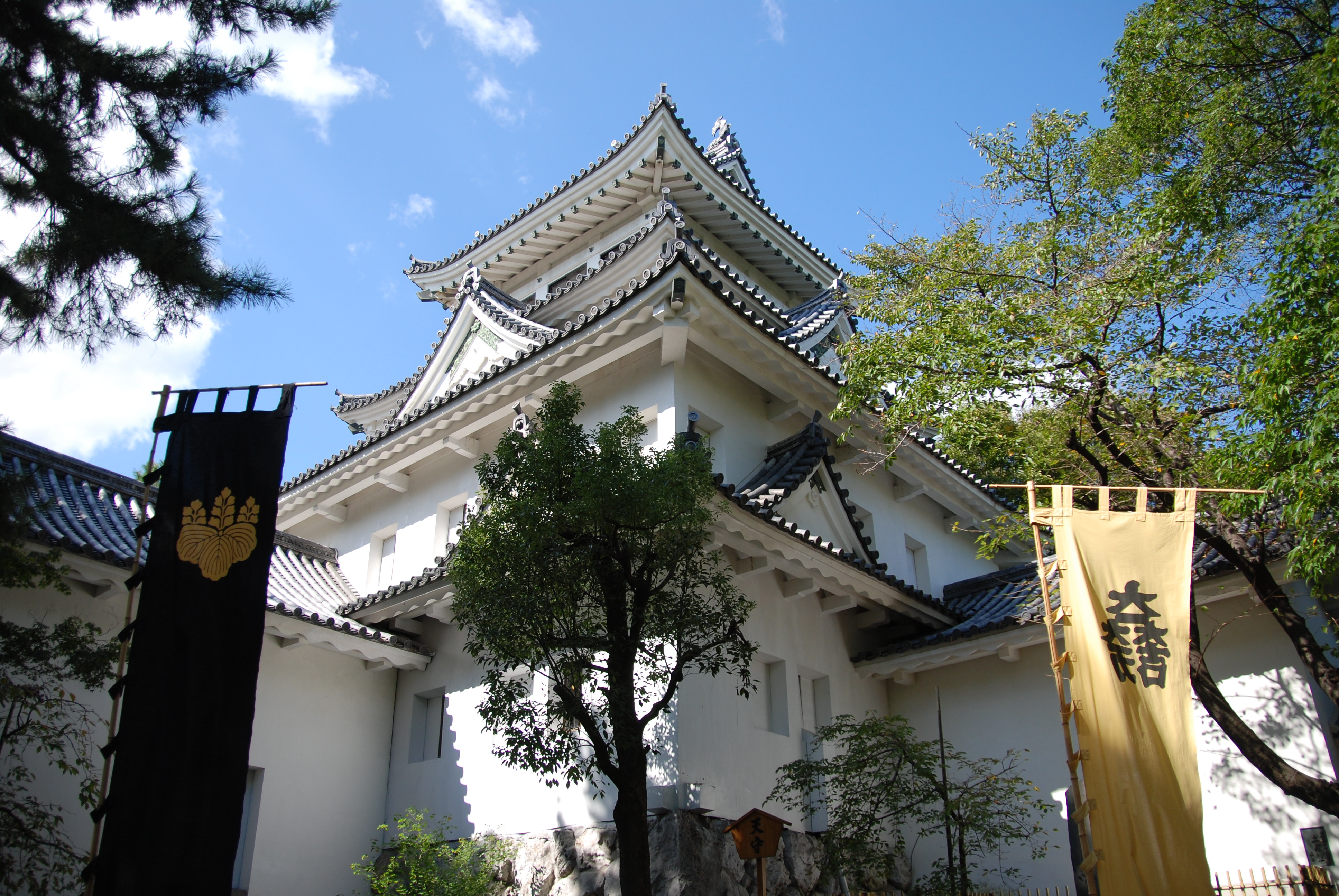
Vista del mastio principale del castello di Ōgaki

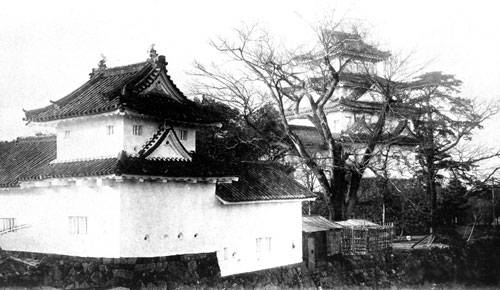
Castello di Ōgaki nel 1933

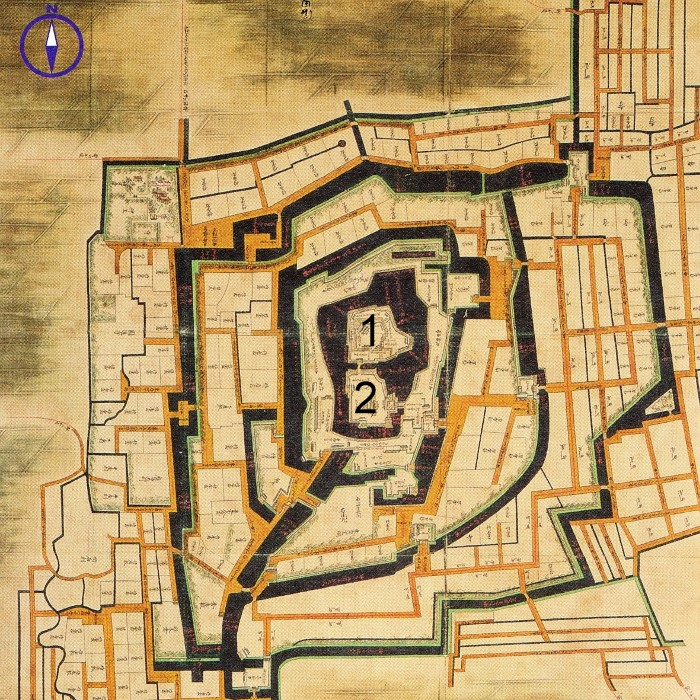
Mappa del castello di Ōgaki del periodo Edo

Il Castello di Ōgaki (大垣城?, Ōgaki-jō) è un castello giapponese pianeggiante situato nella città di Ōgaki, nella prefettura di Gifu, in Giappone. Durante il periodo Sengoku, il Castello di Ōgaki fu la dimora di alcuni dei generali e parenti più fidati di Toyotomi Hideyoshi; durante il periodo Edo, fu la dimora del clan Toda, daimyō del dominio di Ōgaki, che dominava parti della provincia di Mino sotto lo shogunato Tokugawa. Altri nomi del castello sono Castello Bi (麇城 Bi-jō) e Castello Kyoroku (巨鹿城 Kyoroku-jō).

## Storia
Ōgaki si trova nella provincia occidentale di Mino ed era delimitata dai fiumi Ibi e Kuisegawa. Oltre al suo ruolo difensivo, la posizione aveva anche un valore strategico per il controllo del passo Sekigahara, che era la principale via di comunicazione via terra che collegava Mino con la provincia di Ōmi e Kyoto. Originariamente su questo sito fu eretta una fortificazione dal clan Miyagawa, un clan di samurai locale, che la chiamava "Castello di Ushiya".
Durante il periodo Sengoku, la zona divenne oggetto di accese contese tra Saitō Dōsan e Oda Nobuhide. Sotto Oda Nobunaga, Ujiie Naotomo e poi suo figlio Ujiie Naomasa governarono l'area. Toyotomi Hideyoshi riconobbe l'importanza strategica del luogo e assegnò al castello una serie di suoi generali: Ikeda Tsuneoki, Toyotomi Hidetsugu, Toyotomi Hidenaga, Katō Mitsuyasu, Hitotsuyanagi Naosuke, Toyotomi Hidekatsu e infine Itō Morimasa. Sotto il comando di questi generali, l'area del castello venne ampliata e le sue difese vennero rafforzate. L'area centrale del castello era piccola, ma era circondata da più strati di fossati collegati al fiume, il che conferiva nel complesso una vasta superficie complessiva al castello.
Quando Tokugawa Ieyasu decise di marciare verso ovest per sottrarre il potere al clan Toyotomi, Ishida Mitsunari tentò di utilizzare il castello di Gifu e il castello di Ōgaki come prima linea di difesa, oltre che tagliare gli accessi a Osaka attraverso le autostrade Tokaido e Nakasendō. Tuttavia, il castello di Gifu, tenuto dal nipote di Oda Nobunaga, Oda Hidenobu, cadde sotto l'attacco di Ieyasu dopo un solo giorno; Ieyasu scelse di avanzare rapidamente attraverso la provincia di Mino, sebbene gran parte del suo esercito (guidato da Tokugawa Hidetada) non fosse ancora arrivata. A Ōgaki, Itō Morimasa era daimyō di un dominio da 30.000 koku e un convinto sostenitore di Ishida Mitsunari, ma era un comandante incapace. Colto di sorpresa, Ishida Mitsunari concentrò le sue forze a Sekigahara, preparando il terreno per la nota battaglia di Sekigahara. Itō Morimasa, anziché utilizzare il castello per un attacco di accerchiamento, marciò in suo supporto e fu sconfitto. Il castello cadde dunque in mano alle forze Tokugawa dopo una piccola scaramuccia a seguito della battaglia.
Sotto lo shogunato Tokugawa, il castello fu concesso a diversi clan fudai fino al 1635, quando il castello e il dominio furono assegnati a Toda Ujikane, i cui discendenti lo continuarono a governare fino alla restaurazione Meiji nel 1871. Sotto il regno di Toda, il castello di Ōgaki fu riparato, con un tenshu a quattro piani e torri di guardia yagura angolari e quattro strati di fossati. Per ordine del governo Meiji, molte delle strutture del castello furono distrutte e gli strati esterni dei fossati furono riempiti dopo la fine del periodo Edo, ma la parte più centrale del castello sopravvisse in gran parte intatta. 

Ad oggi, l'area è preservata come parco pubblico.
A causa dell'importanza storica del castello, incluso il suo ruolo nella battaglia di Sekigahara, il tenshu e lo yagura furono designati Tesoro Nazionale nel 1936. Tuttavia, tutte queste strutture furono distrutte dai raid aerei americani del 29 luglio 1945. Dopo la seconda guerra mondiale, nel 1959 il tenshu e due degli yagura furono ricostruiti sulla base di vecchi disegni e fotografie, anche se in cemento armato moderno. Oggi il tenshu è adibito a museo. Molte delle porte originali del castello sono sopravvissute, ma non si trovano più nella loro posizione originale.
Il castello è stato inserito nella lista dei 100 migliori castelli giapponesi nel 2017.